# Plagiotriptus somalicus
Plagiotriptus somalicus är en insektsart som beskrevs av Baccetti 1990. Plagiotriptus somalicus ingår i släktet Plagiotriptus och familjen Thericleidae. Inga underarter finns listade i Catalogue of Life.